# Cratere Sibelius
Sibelius  è un cratere sulla superficie di Mercurio.